# Алита: Боевой ангел
«Али́та: Боево́й а́нгел» (англ. Alita: Battle Angel) — американский боевик с элементами киберпанка режиссёра Роберта Родригеса по мотивам манги Юкито Кисиро GUNNM, выход в широкий прокат которого состоялся в феврале 2019 года, а премьерный показ — 31 января 2019 в театре «Лестер-Сквер» в Лондоне.

## Сюжет
2563 год, триста лет со времён войны «Опустошения». В ходе катастрофической войны с Марсом Земля разорена, за исключением огромного летающего города Залема и поселения бедноты под ним — Айрон-Сити, прозванного также «Нижним миром».
Доктор Дайсон Идо в Нижнем мире находит на свалке мусора из Залема останки девушки-киборга. Доктор Идо даёт ей имя своей погибшей дочери — Алита и тело, которое ей же и предназначалось. Придя в сознание, Алита ничего не может вспомнить, но обнаруживает, что владеет боевыми приёмами киборгов, после чего начинает поиски утерянных воспоминаний.
Алита знакомится с молодым человеком Хьюго, который занимается поставкой различных запчастей доктору Идо. В городе действуют охотники за головами в лице боевых киборгов, преступники и представляющие Залем боевые роботы центурионы. В Нижнем городе запрещено огнестрельное оружие, чтобы не представлять угрозу Залему. Наказание за владение огнестрельным оружием — смерть.
Алита из сообщений местных СМИ узнаёт, что в городе появился убийца, который убил несколько женщин. Она начинает подозревать Идо, однажды вернувшегося с окровавленной рукой, после чего начинает за ним следить. Но в следующую ночь она узнаёт, что доктор является лицензированным охотником. В ходе схватки своего создателя с тремя преступными киборгами она убивает двух из них, дозволив скрыться третьему, обещающему отомстить — Гревишу. Во время схватки Алита вспоминает, что когда-то она в скафандре обучалась боевым искусствам на Луне.
Хьюго, встречаясь с Алитой, показывает ей различные знаковые места Нижнего города, знакомит её со вкусом шоколада, проводит на матч моторбола, от которого Алита в восторге. После матча выясняется, что команда Хьюго доставляет Вектору, организатору местных гладиаторских робогонок (моторбола), необходимые ему запчасти от других киборгов. Хьюго идёт с Алитой за город и показывает сбитый космический корабль сил СРМ (Соединённые республики Марса), которые некогда вступили в битву с Залемом и Землей. В космическом корабле Алита находит более совершенное кибернетическое тело той же модели, в котором она когда-то функционировала.
Алита просит доктора Идо подключить её к этому телу, но он не хочет её развития в качестве бойца, хоть она и была создана для этих целей. Алита с ним ссорится и узнаёт, что ей как минимум 300 лет, а в груди у неё бьётся сердце на основе утраченных технологий с питанием от реактора на базе антивещества, способное запитать целый Нижний мир. Тем временем Гревиш проходит апгрейд в мастерских Вектора с помощью доктора Кирен и получает вылетающие цепи-резаки, добытые ранее людьми Хьюго. Параллельно выясняется, что внутренний смотритель Залема — Нова, благодаря вживленному нейроимпланту может овладевать телом киборга или человека. В этот момент глаза подчиненного «раба» становятся голубыми, а Нова через него может напрямую общаться с горожанами.
После ссоры с доктором Идо Алита идёт в полицейское представительство Залема в Нижнем городе и получает лицензию охотника. Вместе с Хьюго она посещает бар для киборгов-охотников и произносит пламенную речь, направленную на борьбу с Гревишем, благодаря покровительству сверху на которого не объявляется награда, из-за чего охотники не могут его трогать. Алита задирает охотников, насмехается над нарциссизмом охотника Запана, который владеет мечом с утраченными технологиями. Запан пытается побить Алиту, но терпит унизительное поражение. Начинается массовая драка.
В бар приходит доктор Идо, который останавливает драку, пригрозив никому больше не помогать с бесплатными ремонтами. Вскоре появляется Гревиш с целью выполнить приказ Вектора — привести Алиту живой или мёртвой. Никто из охотников не желает вступать в бой с киборгом, который для демонстрации своего апгрейда немедленно убивает одного из их соратников, а затем — залаявшую на него собачку, которую Алита спасла от шагающего робота-центуриона в начале фильма. Алита кровью убитой собаки наносит на лицо боевую раскраску в виде полос под глазами и со словами «я не бездействую при виде зла» вступает в схватку с Гревишем.
Далее схватка переносится в подземный «мир» Гревиша, в ходе которой он успевает разрезать тело Алиты на куски, оставив ей одну руку. Алиту посещает видение из прошлого, в котором её коллега-наставница учит сражаться до конца. Алита вырывается, и оставшейся рукой в прыжке выбивает Гревишу правый глаз. В этот момент на помощь Алите приходят киборг-охотник с кибернетическими псами, Хьюго и Идо. Гревиш спасается бегством.
Доктор Идо приносит Алиту в свою лабораторию и подключает ее к боевому кибертелу, которое было найдено на космическом корабле сил СРМ. Находясь без сознания, Алита применяет тысячи микронастроек на новом теле. Придя в себя, она обнаруживает, что это тело значительно более совершенно, чем предыдущее. У Алиты в новом теле развиваются романтические отношения с Хьюго. Тот, по желанию Вектора, уговаривает её попробовать свои силы в моторболе, где против Алиты выставляют команду наёмников и убийц, целью которых является вовсе не игра, а убийство Алиты.
Тем временем Хьюго идёт на встречу со своими друзьями, которым объявляет об уходе из совместного дела. Неожиданно появляется Запан и убивает друга Хьюго и ранит самого Хьюго, который пускается в бегство. Скрываясь от Запана, он связывается с Алитой и просит помочь ему. Тем временем Алита, благодаря предвидевшему истинные цели её соперников по моторболу доктору Идо, уже расправилась почти со всеми противниками. Далее она пробивает большой телевизионный экран стадиона и спешит на помощь, по дороге добивая преследующих её оставшихся «спортсменов». Прибыв к месту встречи с Хьюго, она отбивает его у Запана. Охотник заявляет о пребывании Хьюго в розыске и обвиняет его в краже и незаконной продаже конечностей киборгов, а также убийстве. Хьюго признаётся во всём, кроме убийства, и пока Алита решает, что делать, Запан, недовольный её нерешительностью, протыкает Хьюго мечом. Алита уносит Хьюго в храм, где они говорят о чувствах. Кирен слышит их, у неё пробуждается жалость, и она решает помочь им.
Алита выходит из храма, неся с собой отрубленную голову Хьюго. Центурионы присуждают ей награду за поимку преступника. Однако Запан успевает заметить, что голова Хьюго прицеплена к сердцу Алиты, поддерживающему в нём жизнь. Охотник хватает девушку за руку, что центурионы трактуют попыткой отобрать награду, дающую Алите право на оборону. Алита отбирает меч у Запана и отрубает ему лицо. Кирен возвращается к Вектору, который уже знает, что она помогла Алите. Далее доктор Идо монтирует голову Хьюго к кибертелу и рассказывает, что когда-то сам жил в Залеме, но вынужден был спуститься вниз, так как наверху легального способа помочь его дочери справиться с болезнью не было. Он говорит, что Вектор обманывал Хьюго, когда обещал отправить его в Залем, человек Нижнего мира никогда не сможет попасть в Верхний, разве что став чемпионом моторбола. Другого способа нет. Также он упоминает Нову, и Алита вспоминает свою миссию по его убийству.
Алита отправляется к Вектору. В новом костюме и с мечом Запана она легко уничтожает всех его центурионов. Вектор говорит ей, что в Залем попасть всё-таки возможно, показывая органы Кирен, готовые к отправке наверх. В это время на Алиту нападает Гревиш, но, усилив клинок Запана своей плазмой, она легко его побеждает. В тело Вектора вселяется Нова. Алита убивает Вектора со словами, что он совершил ошибку, недооценив её. Связавшись с доктором Идо, Алита узнаёт, что за Хьюго продолжается охота и он решил забраться в Залем по одной из труб-канатов, ведущих в него. Догнав Хьюго, она умоляет его остаться с ней в Нижнем мире. Нова активирует систему защиты трубы-каната, в результате чего Хьюго был поврежден. Алита пытается спасти его, но он падает с огромной высоты.
Проходит 2 месяца. Алита становится звездой моторбола и выходит в высшую лигу, победа в которой даст ей право легально попасть в Залем.

## В ролях
| - Роза Салазар — Алита - Кристоф Вальц — доктор Дайсон Идо - Дженнифер Коннелли — доктор Кирен - Махершала Али — Вектор - Эдвард Нортон — Нова (в титрах не указан) - Эд Скрейн — Запан - Джеки Эрл Хейли — Гревиш (англ. Grewishka) | - Киан Джонсон — Хьюго - Мишель Родригес — Гелда - Эйса Гонсалес — Ниссиана - Лана Кондор — Койоми - Хорхе Лендеборг мл. — Танджи - Идара Виктор — сестра Герхад - Марко Сарор — Аджакутти | - Элль Ламонт - Леонард Ву — Кинуба - Джефф Фэйи — Мактиг - Рик Юн — мастер Клайв Ли - Каспер Ван Дин — Амок |

## Производство
Главная героиня фильма воссоздана с помощью технологии захвата движения. В качестве модели главного персонажа, кроме получившей эту роль Розы Салазар, также рассматривались Зендея, Майка Монро и Белла Торн.

### Музыка
17 декабря 2018 года было анонсировано, что Дуа Липа исполнит песню «Swan Song», которая будет играть во время титров. Песня и музыкальное видео были выпущены 24 января 2019 года. Режиссёром клипа стала Флория Сигизмонди. Том Холкенборг сочинил все песни для официального саундтрека картины, а также является соавтором «Swan Song». Официальный саундтрек вышел 15 февраля 2019 года под лейблом Milan Records.
| №                   | Название                        | Длительность |
| ------------------- | ------------------------------- | ------------ |
| 1.                  | «Discovery»                     | 3:13         |
| 2.                  | «I Don't Even Know My Own Name» | 5:44         |
| 3.                  | «What's Your Dream?»            | 3:16         |
| 4.                  | «Double Identity»               | 1:54         |
| 5.                  | «The Warrior Within»            | 3:31         |
| 6.                  | «A Dark Past»                   | 1:29         |
| 7.                  | «In Time You'll Remember»       | 0:58         |
| 8.                  | «Nova's Orders»                 | 2:48         |
| 9.                  | «Jackers Mission»               | 2:36         |
| 10.                 | «Unlocking the Past»            | 3:52         |
| 11.                 | «Whose Body Is This?»           | 2:06         |
| 12.                 | «Grewishka's Revenge»           | 4:23         |
| 13.                 | «Broken Doll»                   | 2:34         |
| 14.                 | «With Me»                       | 5:41         |
| 15.                 | «I'd Give You My Heart»         | 3:07         |
| 16.                 | «You Just Lost a Puppet»        | 2:30         |
| 17.                 | «What Did You Do?»              | 3:41         |
| 18.                 | «In the Clouds»                 | 3:56         |
| 19.                 | «Raising the Sword»             | 1:43         |
| 20.                 | «Motorball»                     | 5:14         |
| Общая длительность: | Общая длительность:             | 64 minutes   |

## Критика и награды
Фильм получил смешанные отзывы кинокритиков. На сайте Rotten Tomatoes у него 61 % положительных рецензий на основе 330 отзывов. На Metacritic — 53 балла из 100 на основе 49 рецензий. В декабре 2019 года «Боевой ангел» был выдвинут в лонг-лист премии «Оскар» в категории «Лучшие визуальные эффекты».
По итогам года некоторые издания включили «Алиту» в свои списки лучших фантастических фильмов года, в частности Forbes, Collider, «Мир фантастики», а посетители сайта «Лаборатория фантастики» выбрали «Алиту» лучшим фильмом года.
Российский сайт журнала «Мир фантастики» дал оценку фильму, согласно которой он получился подростковым и наивным, зрелищным, но не красивым. На 2019 год это лучшая экранизация аниме в Голливуде. Рецензент отметил, что кино снималось с любовью к первоисточнику. Авторы удачно сделали следующее: персонаж Алита, игра Розы Салазар и Кристофа Вальца, хорошо получились битвы киборгов. Есть и отрицательные моменты: несфокусированный сюжет, неубедительная эстетика, персонаж Хьюго вышел скучным.

## Сиквелы
Джеймс Кэмерон и Роберт Родригес намекнули, что фильм может привести к нескольким сиквелам. 6 февраля 2019 года они объявили, что у них есть планы снять фильм «Алита: Боевой ангел 2». Кастинг Эдварда Нортона на не говорящую роль Новы в фильме должен был стать подготовкой для сиквела. Кроме того, отсутствующие в титрах камео Мишель Родригес и Джея Кортни должны будут сыграть более крупные роли в сиквеле.
В апреле 2020 года Кристоф Вальц заявил, что не слышал никаких дискуссий о потенциальном продолжении фильма и считает, что такая возможность маловероятна после приобретения 20th Century Fox компанией Disney, поскольку это может не вписываться в культуру Диснея.
В январе 2021 года режиссёр Роберт Родригес все ещё надеется на то, что продолжение фильма будет снято.
В мае 2023 года режиссёр Роберт Родригес подтвердил, что продолжение Алиты находится в разработке, а кинопродюсер Джон Ландау сообщил, что фильм будет использовать инновационные технологии захвата движения аналогичные тем, что были задействованы при съемках Аватара 2.
В июле 2023 года Джеймс Кэмерон подтвердил, что планируется снять несколько новых фильмов по Алите.